# Red Hot + Rio
| Críticas profissionais | Críticas profissionais |
| Avaliações da crítica  | Avaliações da crítica  |
| Fonte                  | Avaliação              |
| ---------------------- | ---------------------- |
| Allmusic               | [ 1 ]                  |

Red Hot + Rio é um álbum coletâneo lançado em 1996 e produzido por John Carlin, Béco Dranoff e Paul Heck como parte da série beneficente Red Hot AIDS destina a promover a conscientização sobre a AIDS. A edição é uma homenagem ao estilo musical Bossa Nova, em especial, à música de Antônio Carlos Jobim. Este álbum demonstrou ser um dos projetos mais bem sucedidos da série Red Hot, gerando centenas de milhares de dólares para instituições de caridade voltadas ao combate do vírus da AIDS em todo o mundo.
Artistas brasileiros, incluindo Tom Jobim, Astrud Gilberto, Gilberto Gil e Caetano Veloso estão entre os colaboradores do projeto. Junto com eles, muitos artistas da música contemporânea pop são apresentados neste lançamento, incluindo Incognito, David Byrne, Sting, P.M. Dawn e George Michael. Alguns canções, gravadas antes da concepção do projeto, foram doações dos artistas, como a faixa "Dancing…", interpretada por Milton Nascimento. Como um toque final de produção, algumas das faixas são separadas por breves arranjos de som que servem de interlúdios. 
O álbum foi fabricado e comercializado pela Antilles e Verve Records, esta última uma subdivisão da PolyGram Records. Ganhou versões em formato Cassete e CD nos Estados Unidos e Canadá, na Europa também foi lançado em formato LP.
Devido o grande sucesso do álbum, foi proposto um segundo projeto Red Hot + Rio, um concerto ao vivo previsto para dezembro de 2008, em Nova York, na Academia de Música do Brooklyn. Diferente do disco de 1996 o álbum Red Hot + Rio 2: The Next Generation of Samba Soul reúne canções que ressaltam a herança musical do samba. Os fundos arrecadados com o show beneficiaria projetos voltados ao combate à AIDS coordenados pela Fundação Brasil, fundada em Nova York, no ano 2000, para promover o desenvolvimento social de comunidades brasileiras.

## Faixas
1. "Use Your Head" (Use A Sua Cabeça) — Money Mark — 2:47
2. "Corcovado" — Everything but the Girl — 3:56
3. "Desafinado" (Off Key) — Astrud Gilberto; George Michael – 3:20
4. "Non-Fiction Burning" — P.M. Dawn; Flora Purim; Airto — 4:31
5. "The Boy From Ipanema" — Crystal Waters — 4:24
6. (Interlúdio) — 0:14
7. "Segurança" (Security) — Maxwell — 3:29
8. "É Preciso Perdoar" (You Must Forgive) — Cesária Évora; Caetano Veloso; Ryuichi Sakamoto — 6:01
9. (Interlúdio) – 0:33
10. "Water to Drink" (Água De Beber) — Incognito; Omar; Ana Caram — 4:19
11. "Dancing…" — Milton Nascimento — 3:20
12. "How Insensitive" — Antonio Carlos Jobim; Sting — 3:44
13. "Waters of March" (Águas de Março) — David Byrne; Marisa Monte — 3:15
14. (Interlúdio) — 0:25
15. "One Note Samba / Surfboard" — Stereolab; Herbie Mann — 7:18
16. (Interlúdio) — 0:21
17. "Black Orpheus Dub" — Mad Professor — 3:59
18. "Maracatu Atômico" — Chico Science; Nação Zumbi; DJ Soul Slinger — 4:27
19. "Sambadrome" — Ivo Meirelles; Funk'n'Lata — 0:58
20. "Refazenda" (Refarm) — Gilberto Gil — 4:00
21. "Preciso Dizer Que Te Amo" — Cazuza; Bebel Gilberto — 4:42